# 207.ª División de Seguridad (Alemania)
La 207.ª División de Infantería (en alemán: 207. Infanterie-Division) fue formada en agosto de 1939 y actuó como unidad de seguridad fronteriza durante la invasión de Polonia como parte del 4.º Ejército bajo el mando del Grupo de Ejércitos Norte. En mayo de 1940, durante la invasión de los Países Bajos, atacó la Línea Grebbe y formó parte del 18.° Ejército. En junio de 1940 fue transferida al Ersatzheer del OKH. En julio fue trasladada a Pomerania y en agosto fue disuelta y sus unidades se utilizaron para crear tres divisiones de seguridad: la 207.ª, 281.ª y la 285.ª, en preparación para la Operación Barbarroja, la invasión de la Unión Soviética.
La 207.ª División de Seguridad (207. Sicherungs-Division) estuvo subordinada a la Zona de Retaguardia del Grupo de Ejércitos Norte hasta noviembre de 1944, cuando fue disuelta. Su personal continuó como un cuartel general de división de "propósito especial" (z.b.V. en alemán) bajo el mando del 16.º Ejército, viendo el fin de la guerra en la bolsa del Curlandia con el Grupo de Ejércitos Curlandia.

## Comandantes
- Generalleutnant Karl von Tiedemann (marzo de 1941)
- Generalleutnant Erich Hofmann (enero de 1943)
- Generalleutnant Bogislav Graf von Schwerin (noviembre de 1943)
- Generalmajor Martin Berg (septiembre de 1944)